# NGC 5080
NGC 5080 este o galaxie eliptică situată în constelația Fecioara. A fost descoperită în 27 aprilie 1881 de către Edward S. Holden⁠(d).